# يوسف بالعمري
يوسف بالعمري أو يُوسُف بَلْعُمَرِيّ (مواليد 20 سبتمبر 1998) هو لاعب كرة قدم مغربي محترف يلعب في مركز الوسط الأيسر أو الظهير الأيسر مع نادي الرجاء البيضاوي ومنتخب المغرب.
بدأ مسيرته الكروية بالانضمام إلى فرق الشباب في نادي الفتح الرياضي عندما كان في العاشرة من عمره. في عام 2017، تم استدعاؤه للفريق الأول لكنه لم يثبت نفسه بشكل كامل حتى موسم 2019-20. وفي عام 2023، وقع مع نادي الرجاء البيضاوي الذي حقق معه الثنائية التاريخية التي لا تقهر في موسم 2023-2024، وهو إنجاز غير مسبوق في تاريخ كرة القدم المغربية.

## المسيرة الكروية

### نادي الفتح الرياضي
ولد يوسف بلعماري في 20 شتنبر 1998 بالدار البيضاء، والتحق بأكاديمية الشباب بنادي الفتح الرياضي في سن مبكرة. وفي مطلع عام 2017 انضم إلى صفوف الفريق الأول تحت قيادة وليد الركراكي.
في 5 أبريل 2017، ظهر لأول مرة كمحترف ضد الرجاء البيضاوي في بطولة 2016–17 (خسارة 2–0).
في 28 مايو، شارك لأول مرة أساسياً ضد المغرب التطواني (تعادل 1-1). في 27 أغسطس 2017، سجل هدفه الاحترافي الأول ضد مولودية وجدة في الجولة الأولى من كأس العرش 2017 (التعادل 1-1).

### نادي الرجاء الرياضي
في 2 يوليو 2023، وقع عقدًا لمدة ثلاث سنوات مع نادي الرجاء البيضاوي وأصبح ثالث صفقة يبرمها النادي في الصيف هذا الموسم.
في 27 أغسطس 2023، ظهر لأول مرة مع الخضر ضد يوسفية برشيد في المباراة الافتتاحية للموسم (فوز 1-3). تباطأ قليلاً بسبب إصابة في الكاحل تعرض لها أثناء جلسة تدريبية، وكان ضد نفس الخصم في 8 فبراير 2024، حيث سجل هدفه الأول (فوز 2-0).
في 14 يونيو 2024، وبعد فوزه 0-3 على مولودية وجدة في الجولة الأخيرة، توج الرجاء بطلاً لينهي الموسم دون هزيمة واحدة - وهو أول فريق يفعل ذلك في تاريخ الدوري ويحطم الرقم القياسي للنقاط. وفي الأول من يوليو/تموز، تغلب الرجاء على الجيش الملكي مرة أخرى في نهائي كأس العرش ليضمن الثنائية المحلية الثالثة في تاريخه، وقام بلعماري بتدخل حاسم في الدقائق الأخيرة من المباراة.
بدأ بلماري بقوة موسم 2024-25 بتسجيله هدفًا واحدًا وثلاث تمريرات حاسمة في أول ثماني مباريات. كما تأهل الفريق إلى دور المجموعات في دوري أبطال أوروبا.

## المسيرة الدولية
في أكتوبر 2017، تلقى أول استدعاء له للانضمام إلى تشكيلة منتخب المغرب تحت 20 عامًا من قبل مارك ووت. لعب مباراة ودية واحدة ضد إيطاليا تحت 21 عامًا واثنتين أخريين ضد فرنسا تحت 20 عامًا. وفي أكتوبر 2018، لعب مباراتين وديتين ضد الجزائر مع المنتخب المغربي تحت 23 سنة.
في أغسطس 2022، تم استدعاء بلعمري من قبل حسين عموتة إلى المنتخب الوطني أ لمعسكر تدريبي بين 1 و 6 أغسطس. لعب منتخب أسود الأطلس بطولة ودية في النمسا ضد قطر وجامايكا.
في 7 أكتوبر 2024، تلقى أول استدعاء له مع الفريق الأول من وليد الركراكي، كتعزيز ليحل محل نصير مزراوي، الذي كان خارجًا بسبب الإصابة. الهدف من هذا التجمع هو مواجهة مزدوجة ضد جمهورية أفريقيا الوسطى، ضمن تصفيات كأس الأمم الأفريقية 2025.

## الأوسمة
الرجاء
- البطولة الاحترافية : 2023–24
- كأس العرش المغربي : 2022–23

المغرب
- الحائز على الميدالية الذهبية كرة القدم في الألعاب الفرانكوفونية : 2017